# Salva Kiir Mayardit
Salva Kiir Mayardit (Bahr el Ghazal, 13 de setembro de 1951) é um político que tem sido o Presidente do Sudão do Sul desde a sua independência em 9 de julho de 2011. Antes da independência, ele foi Presidente do Governo da Sul do Sudão, bem como Primeiro Vice-Presidente do Sudão, de 2005 a 2011. Ele foi nomeado Comandante-em-Chefe do Exército de Libertação do Povo do Sudão (SPLA) em 2005, após a morte de John Garang.
Nos anos de 1960, Kiir uniu-se  aos rebeldes do sul na primeira guerra civil sudanesa. Membro-fundador e líder do Exército Popular de Libertação do Sudão (SPLA), que lutou durante a segunda guerra civil sudanesa, Kiir foi escolhido como representante da organização no processo de paz, após a assinatura do Tratado de Naivasha, em janeiro de 2005, acordo que, formalmente pôs fim à guerra.
Kiir foi então designado para ser vice-presidente do Sudão do Sul. Após a morte de presidente do sul-sudanês, John Garang, em julho de 2005, Kiir foi escolhido para sucedê-lo, tornando-se também vice-presidente do Sudão, conforme determina a constituição provisória do país. Como Garang, Kiir é originário da etnia dinka, a mais numerosa no sul do Sudão, embora pertença a um clã diferente daquele do seu antecessor. Nas eleições sudanesas de 2010, Kiir foi reeleito para a presidência do Sudão do Sul, com 93% dos votos. Embora as eleições, tanto no nível nacional como subnacional, tenham sido criticadas por ativistas democráticos e observadores internacionais, a ampla margem obtida por Kiir foi considerada por alguns analistas como o primeiro passo no processo de secessão do Sudão do Sul. Após a reeleição de Kiir como presidente da região autônoma do Sudão do Sul, o presidente Omar al-Bashir indicou-o para ocupar novamente o posto de primeiro vice-presidente do Sudão. Após o referendo que confirmou a divisão do Sudão, Kiir foi confirmado como o primeiro presidente do novo país.